# Narciarstwo telemarkowe

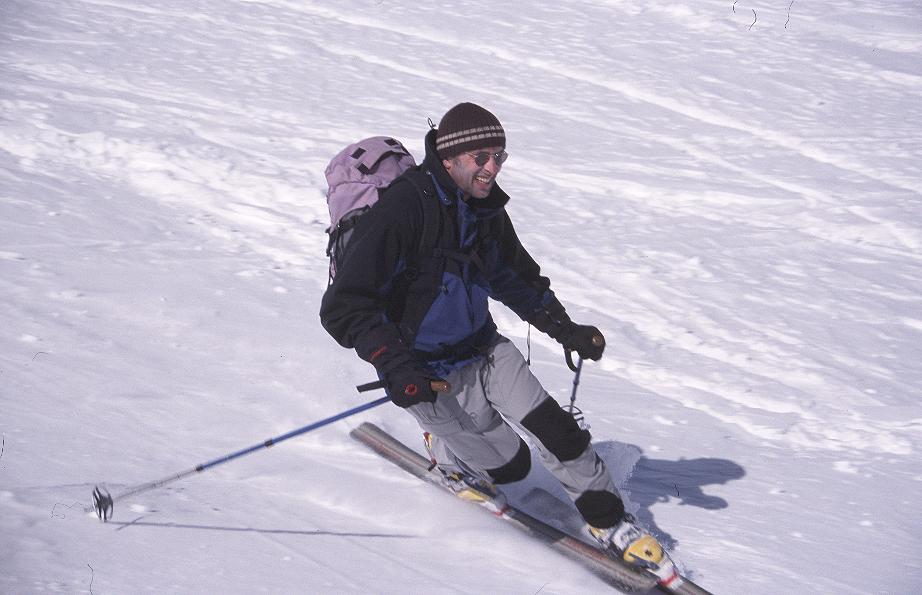
Telemarker

Narciarstwo telemarkowe – technika rozpropagowana w Europie przez Norwega Sondre Norheima, znana też jako narciarstwo z „wolną piętą”. W przeciwieństwie do wyposażenia w narciarstwie alpejskim, narty używane w telemarku mają wiązania, połączone z butem tylko w palcach, podobnie jak w biegach narciarskich. W narciarstwie telemarkowym pięta prowadzona na narcie zewnętrznej jest płasko, natomiast pięta na narcie wewnętrznej jest uniesiona i znajduje się pod ciałem narciarza z wygiętym kolanem. Narty nie są prowadzone całkiem równolegle. Od 50% do 80% masy ciała narciarza jest rozkładane na zewnętrznej narcie (w zależności od warunków śniegowych).

## Telemark
Narciarstwo telemarkowe przybyło z Norwegii w 1868, kiedy Sondre Norheim wziął udział w zawodach w skokach narciarskich. Technika Norheima wkrótce zdominowała narciarstwo i w Norwegii rozwijała się jeszcze do następnego wieku. Od lat 1910-1919 nowsze techniki stopniowo zastępowały telemark w krajach alpejskich. Nowsze techniki były łatwiejsze i umożliwiały krótsze zwroty, bardziej odpowiednie dla stromych, alpejskich tras. Narciarstwo telemarkowe jest najczęściej używane w skialpinizmie.
Nazwa tej techniki wzięła się od Telemarku, regionu Norwegii. Podczas, gdy udoskonalano technikę telemarkową, Sondre Norheim i jego znajomi narciarze używali i udoskonalali techniki zjazdu równoległego.

## Powrót telemarku
Ożywienie w technice telemarku, po jego braku popularności w latach 40., rozpoczęło się w Stanach Zjednoczonych w latach 70. Narciarstwo telemarkowe było wtedy powrotem do źródeł podczas rozwoju technicznego w narciarstwie alpejskim. Używano także tradycyjnej odzieży.
Powrót do narciarstwa telemarkowego zaczął się w Crested Butte i szybko rozrastał się na inne obszary zachodniej części Stanów Zjednoczonych. Przykuło to uwagę szerszej społeczności po pokazach amerykańskich instruktorów narciarstwa podczas „Interski” we Włoszech w 1983. Pomimo wzrostu zainteresowania technika ta nadal jest stosowana przez mniejszość sportowców.
Prawdziwą rewolucję w narciarstwie telemarkowym wywołało wprowadzenie w latach 90. plastikowych butów telemarkowych. Nowoczesne buty telemarkowe wykonane są z tworzywa Pebax o różnej sztywności w różnych częściach skorupy buta. Taka konstrukcja umożliwiła zginanie buta w palcach przy jednoczesnym zachowaniu poprzecznej stabilności i sztywności. To z kolei umożliwiło zastosowanie szerokich, taliowanych nart do narciarstwa telemarkowego.

## Zawody
W ramach rozgrywek telemarkowych organizowane są Mistrzostwa Świata, Puchar Świata i mistrzostwa niektórych krajów, jak Stany Zjednoczone czy Norwegia.
Rozgrywane są trzy główne konkurencje:
- Telemark klasyczny – składa się on z trzech części: telemarkowego slalomu giganta, super telemarku (zjazdu telemarkowego) i cross-country – zróżnicowanego terenu z łagodnym wzniesieniem. Telemark klasyczny musi zawierać trzy dodatkowe elementy – jeden skok, jedną pętlę i skok albo bramka 360.
- Telemarkowy sprint klasyczny – slalom oraz podbieg pod łagodne wzniesienie. Konieczne jest tu skocznia nie wyższa niż 1,5 m o średniej długości skoku 15 m i jedna pętla.
- Telemarkowy slalom gigant – zjazd podobny do giganta z narciarstwa alpejskiego. Specjalne oznaczenie muszą mieć strefy gdzie nie trzeba jechać techniką telemarkową. Umieszczona jest tu skocznia nie większa niż 1,5 m o długości skoku nie mniejszej niż 5–15 m.